# AP-4 (Spanje)
De autopista AP-4 of Autopista del Sur is een snelweg in Spanje, die begint in de buurt van Dos Hermanas, een paar kilometer ten zuiden van Sevilla, en eindigt in de buurt van Puerto Real, nabij Cádiz. Deze weg heeft een lengte van 85,9 km.

## Exploitatie
Van bij de openstelling in 1972 was de snelweg een tolweg die geëxploiteerd werd door Abertis (voorheen AUMAR).
Op 31 december 2019 liep de concessie af, om 20:27 werd de tolgaring stopgezet.
Tussen Jerez de la Frontera en Sevilla werd er tol geheven met een open tolsysteem. 
Het traject tussen Jerez de la Frontera en Cádiz werd in 2005 al tolvrij gemaakt door de Junta de Andalucía in het kader van het plan MASCERA, de tol bedroeg op dat moment €1,05. De Junta de Andalucia betaalde in totaal 72 miljoen euro aan de concessiehouder, verdeeld in jaarlijkse termijnen tot en met 2019.